# Sclerolinum contortum
Sclerolinum contortum är en ringmaskart som beskrevs av Smirnov 2000. Sclerolinum contortum ingår i släktet Sclerolinum och familjen skäggmaskar.
Artens utbredningsområde är Norra Ishavet. Inga underarter finns listade i Catalogue of Life.